# Кудринська (Верховазький район)
Ку́дринська (рос. Кудринская) — присілок у складі Верховазького району Вологодської області, Росія. Входить до складу Верхівського сільського поселення.

## Населення
Населення — 48 осіб (2010; 48 у 2002).
Національний склад (станом на 2002 рік):
- росіяни — 100 %